# 리플레이스 (영화)
《리플레이스》(Replace)는 미국에서 제작된 노버트 킬 감독의 2017년 공포, 스릴러 영화이다. 레베카 포사이스  등이 주연으로 출연하였고 펠릭스 본 포저 등이 제작에 참여하였다.

## 출연

### 주연
- 레베카 포사이스
- 루시 아론

### 조연
- 바바라 크램톤
- 션 놉
- 아드난 마랄